# Bens públicos digitais
Bens públicos digitais (DPGs) são bens públicos na forma de softwares, conjuntos de dados, modelos de inteligência artificial, padrões técnicos ou conteúdos. Em geral, são obras culturais livres ou com licenças mais restritivas, tal como conteúdo não comercial, com o objetivo de contribuir para o desenvolvimento digital sustentável em níveis nacional e internacional.
O termo "bem público digital" é utilizado desde pelo menos abril de 2017, quando Nicholas Gruen publicou o ensaio Building the Public Goods of the Twenty-First Century. A concepção ganhou relevância conforme novas tecnologias passaram a ser vistas como capazes de beneficiar a sociedade, o que levou à criação de estruturas para avaliar projetos concorrentes. Governos, organizações não governamentais e entidades do setor privado identificaram os bens digitais como instrumentos para alcançar os Objetivos de Desenvolvimento Sustentável (ODS).
Agências internacionais como o UNICEF e o Programa das Nações Unidas para o Desenvolvimento (PNUD) investigam esses bens como ferramentas para promover a inclusão digital, principalmente entre crianças em economias emergentes. Governos ao redor do mundo também adotam bens públicos digitais em suas administrações.

## Definição
Segundo o Roteiro de Cooperação Digital do Secretário-Geral das Nações Unidas, um bem público digital é definido como "software de código aberto, dados abertos, modelos de IA abertos, padrões abertos e conteúdo aberto que respeitam as leis de privacidade e outras legislações aplicáveis, boas práticas, não causam danos e contribuem para os ODS". Os bens públicos tradicionais são geralmente entendidos como recursos de uso coletivo, como sistemas públicos de abastecimento de água. Diferenciam-se os bens públicos digitais por sua natureza não limitada por escassez ou exaustão de recursos. Podem ser copiados, armazenados e distribuídos indefinidamente, geralmente a custos marginais ínfimos. Defensores dessa concepção argumentam que a abundância, e não a escassez, é uma característica inerente dos recursos digitais dentro dos comuns digitais. Bens públicos digitais compartilham características com bens públicos tradicionais, como a não-rivalidade e a não-exclusão.

### Exemplos
Tecnologias nos setores de ciência da informação, educação, finanças e saúde são frequentemente classificadas como bens públicos digitais. A Wikipédia é amplamente citada como um exemplo, assim como o sistema de gestão de saúde de código aberto DHIS2.
Softwares livres e de código aberto (FOSS) também são considerados exemplos recorrentes, pois suas licenças permitem compartilhamento, modificação e redistribuição, promovendo a disseminação de software.
Recursos educacionais abertos (REA), que podem ser reutilizados, modificados e compartilhados legalmente, são igualmente enquadrados como bens públicos digitais.

## Software livre e de código aberto
O movimento de software livre surgiu com motivações políticas, centrado na preservação da liberdade de estudar, copiar, modificar e redistribuir software. Dado o baixo custo marginal de duplicação, o software livre e de código aberto é frequentemente tratado como um bem público digital. Aplicações de software livre e código aberto podem ser personalizadas com interfaces em línguas locais, promovendo maior acesso e inclusão digital.
Com a formalização da Carta dos Bens Públicos Digitais em 2022, foram realizadas consultas pelo DIAL e pela Aliança de Bens Públicos Digitais, ressaltando a necessidade de colaboração contínua e manutenção estruturada, dada a recorrência do problema do carona no contexto de soluções abertas.

## Recursos educacionais abertos
Embora o padrão legal para conteúdos digitais seja o "todos os direitos reservados", o movimento REA difundiu licenças livres como as do Creative Commons. Isso permite o reuso e compartilhamento livre de materiais educacionais.
O Ministério da Educação da Índia, por exemplo, apoia a plataforma DIKSHA, que permite o compartilhamento de materiais didáticos por professores. A instituição Commonwealth of Learning promove o uso de editores FOSS para criação de REA, como na colaboração com a organização IT for Change.

## Dados abertos
O Painel de Alto Nível para Cooperação Digital da ONU inclui dados abertos na definição de bens públicos digitais. Dados abertos, especialmente em formatos legíveis por máquina, são utilizados por startups e empresas para desenvolvimento de aplicações e serviços. O Relatório sobre a Economia Digital de 2019 da UNCTAD propõe que o setor privado possa construir infraestrutura de dados a ser integrada a fundos públicos de dados nacionais.

## Aliança de Bens Públicos Digitais
O relatório A Era da Interdependência Digital, publicado em 2019, recomendou a criação de uma aliança multissetorial para compartilhar bens públicos digitais e alcançar os ODS. Em resposta, os governos da Noruega e Serra Leoa, o UNICEF e a iSPIRT fundaram formalmente a Aliança de Bens Públicos Digitais no final de 2019. O Roteiro para a Cooperação Digital, de junho de 2020, menciona explicitamente a Aliança como uma resposta à ausência de uma plataforma coordenada para esses fins.

## Bens públicos digitais e mudanças climáticas
Em 2024, a organização Data Privacy Brasil publicou um relatório financiado pela Digital Public Goods Alliance que investiga o papel de infraestruturas públicas digitais (IPDs) e bens públicos digitais (BPDs) na formulação e aprimoramento de políticas ambientais, com foco no combate às mudanças climáticas. A relevância das IPDs foi consolidada durante a presidência da Índia no G20 em 2023, quando o tema foi incluído no plano de ação voltado ao cumprimento dos Objetivos de Desenvolvimento Sustentável (ODS), sendo retomado pelo Brasil em 2024 ao assumir a presidência do grupo.
O país destacou experiências nacionais como o sistema de identidade digital gov.br e a plataforma de pagamentos instantâneos pix. No contexto internacional, cresce o interesse por soluções digitais que garantam transparência, participação pública e eficiência de custos, características fundamentais dos bens públicos digitais, que por definição são construídos com base em princípios de abertura e licenciamento livre, permitindo adaptações conforme as necessidades locais. O relatório menciona como exemplos brasileiros o Cadastro Ambiental Rural (CAR), classificado como uma infraestrutura pública digital, e o MapBiomas, um projeto colaborativo de mapeamento da cobertura do solo com uso de dados abertos, considerado um bem público digital. Além desses casos, o estudo aponta aplicações de DPGs no desenvolvimento de DPIs que sejam seguros, inclusivos e interoperáveis. A crescente mobilização em torno desse tema foi evidenciada em eventos como o encontro “Horizontes comuns”, realizado em Brasília, e a “Cúpula Global sobre Infraestrutura Pública Digital”, organizada no Cairo, Egito, em outubro de 2024, além da iniciativa multilateral “50-em-5”, que conta com a participação de 22 países. A experiência brasileira é apontada como referência no uso de tecnologias digitais abertas e governança de dados voltada à transparência e ao engajamento público em políticas climáticas.